# Іп
Іп (рум. Ip) — село у повіті Селаж в Румунії. Адміністративний центр комуни Іп.
Село розташоване на відстані 411 км на північний захід від Бухареста, 33 км на захід від Залеу, 90 км на північний захід від Клуж-Напоки.

## Населення
За даними перепису населення 2002 року у селі проживали 1669 осіб.
Національний склад населення села:
| Національність | Кількість осіб | Відсоток |
| -------------- | -------------- | -------- |
| угорці         | 1003           | 60,1%    |
| румуни         | 465            | 27,9%    |
| цигани         | 192            | 11,5%    |
| словаки        | 8              | 0,5%     |

Рідною мовою назвали:
| Мова      | Кількість осіб | Відсоток |
| --------- | -------------- | -------- |
| угорська  | 1008           | 60,4%    |
| румунська | 467            | 28,0%    |
| циганська | 187            | 11,2%    |
| словацька | 7              | 0,4%     |